# 埃爾科爾特索
埃爾科爾特索（西班牙語：El Cortezo），是巴拿馬的城鎮，位於該國中南部，由洛斯桑托斯省的托諾西區負責管轄，面積150平方公里，2010年人口662，人口密度每平方公里4.4人。